# Botella de Leyden

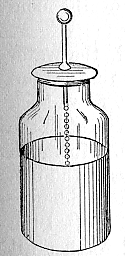
Botella de Leyden

La botella de Leyden, también conocida como botella de Leiden, es un dispositivo eléctrico realizado con una botella de vidrio que permite almacenar cargas eléctricas. Históricamente, la botella de Leyden fue el primer tipo de condensador eléctrico.[cita requerida]

## Historia

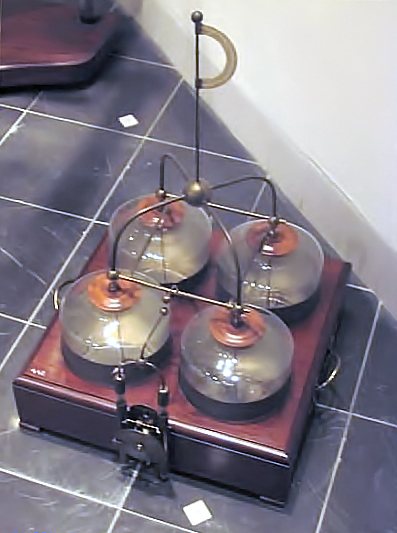
Cuatro botellas de Leyden que forman una batería (Museo Boerhaave, 2003).

Fue creado independientemente por el científico alemán Ewald Georg von Kleist y por Pieter van Musschenbroek. Este último, neerlandés, trabajaba en la Universidad de Leiden, y en 1746 efectuó un experimento para comprobar si una botella llena de agua podía conservar cargas eléctricas. Esta botella consistía en un recipiente con un tapón al cual le atraviesa una varilla metálica que queda sumergida en el líquido. La varilla tiene la forma de una esfera en la parte superior al cual se le acerca un conductor cargado eléctricamente. Durante la experiencia un asistente separó el conductor y recibió una fuerte descarga al aproximar su mano a la varilla.[cita requerida]
Un año más tarde, el británico William Watson descubrió que aumentaba la descarga si la envolvía con una capa de estaño. Siguiendo los nuevos descubrimientos, Jean Antoine Nollet tuvo la idea de reemplazar el líquido por hojas de estaño, quedando desde entonces esta configuración de la botella que se utiliza actualmente para experimentos. Watson pudo transmitir una descarga eléctrica de manera espectacular, produciendo una chispa eléctrica desde una botella de Leyden hasta un cable metálico que atravesaba el río Támesis, en 1747. Las botellas de Leyden se utilizaban en demostraciones públicas sobre el poder de la electricidad. En ellas se producían descargas eléctricas capaces de matar pequeños ratones y pájaros, entre otros animales.[cita requerida]

## Funcionamiento
La botella de Leyden es un dispositivo que permite almacenar cargas eléctricas comportándose como un  condensador. La varilla metálica y las hojas de estaño o aluminio conforman la armadura interna. La armadura externa está constituida por la capa que cubre la botella. La misma botella actúa como un material dieléctrico (aislante) entre las dos capas del condensador. El nombre de condensador proviene de las ideas del siglo XIX sobre la naturaleza de la carga eléctrica que asimilaban ésta a un fluido que podía almacenarse tras su condensación en un dispositivo adecuado, como la botella de Leyden.
[cita requerida]

## Experimento
Se desarrolla con una botella de cristal, para la cual se corta un trozo de lámina de aluminio de uso doméstico. Con ella y con un rollo de película fotográfica, se envuelve el frasco. Posteriormente, se coloca en el interior otro trozo de lámina de aluminio. En este punto del experimento, podría emplearse pegamento pero existe el peligro de que los gases liberados en el interior puedan hacer explotar el frasco.[cita requerida]
Luego, se realiza una perforación en la tapa de la botella, introduciéndose en esta un tornillo, y se asegura en la parte interior de la botella con un trozo de alambre que puede obtenerse de un clip para papel. Este alambre debe hacer contacto con la lámina que se ha colocado en el interior con un trozo de cable (con varios hilos) y se sujeta en la parte de arriba del tornillo; a esta parte se le conoce como "cepillo de colección".[cita requerida]
Como generador, se utiliza una máquina de Ramsden o un tubo de PVC que se frota con un paño o un trozo de tela para generar electricidad estática.[cita requerida]
El aparato se hace funcionar colocando la botella de Leyden en el borde de una mesa. Luego, se debe hacer que el cepillo de colección toque al tubo de PVC. Mientras tanto, se desliza frotando en el paño o tela. El alambre que sale de la botella de Leyden es una conexión a tierra. Se puede sujetar el frasco por la parte que tiene la lámina de aluminio y se recibirá una descarga si se toca la lámina y el tornillo.[cita requerida] (Solo funciona una vez )